# Порошкове пожежогасіння
Порошкове пожежогасіння  -
спосіб гасіння пожежі з використанням речовини для вогнегасіння у вигляді дрібнозернистої порошкової суміші. Такі суміші складаються з спеціалізованих хімічних складів. Вогнегасні порошки є солями металів з різними активними хімічними добавками . При активації системи пожежогасіння вогнегасний порошок під тиском подається по трубах, до зони де відбувається горіння і розпилюється над нею.
Процес гасіння вогню за допомогою сумішей, у вигляді порошку, функціонує згідно наступних їх властивостей:
• під час нагріву, порошкова суміш знижує рівень тепла у вогнища загоряння, цим вона значно знижує температуру горіння;
• розкладаючись в наслідок нагрівання, порошкова суміш виділяє певні негорючі гази, ці гази перешкоджають процесу горіння;
• змішуючись з гарячим повітрям, суміш з порошку створює навколо вогнища загоряння зваж, ця субстанція перешкоджає надходженню кисню;
• речовини, що використовуються для виготовлення порошкових сумішей, є інгібіторами (ліквідаторами) горіння.
Порошкове пожежогасіння використовується для гасіння пожеж класів A, B, C, D та E (відповідно пожежі із горінням твердих речовин, газоподібних речовин, рідких речовин, електрообладнання, електроустановок) та володіє деякими переваг.
Порошкове пожежогасіння надійно зменшує осередок займання, крім цього цей вид пожежогасіння завдає мінімум шкоди об'єктам пожежогасіння.
Не рекомендується застосування у приміщеннях із комп'ютерною чи обчислювальною технікою, і гасіння горючих речовин, що мають властивість тління та самозаймання (деревна стружка, порошок алюмінію та ін.) Також не рекомендується застосовувати ці системи у приміщеннях, які не можуть покинути люди до початку процесу подачі порошку або у приміщеннях із великою кількістю людей.